# Apoštolská nunciatura v Austrálii

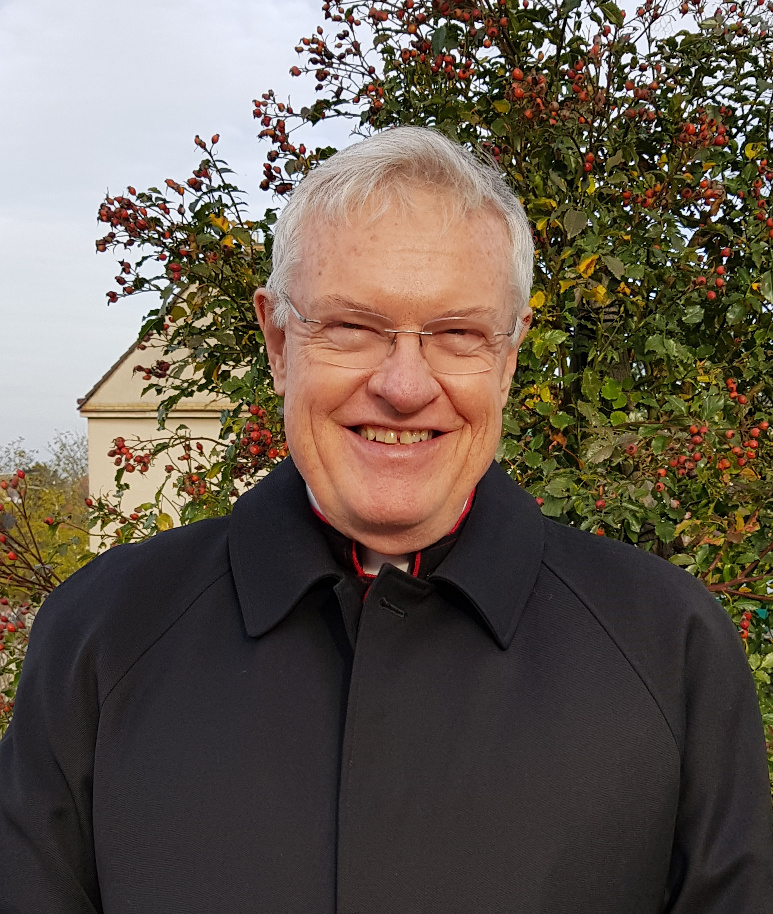
Mons. Balvo

Apoštolská nunciatura v Austrálii je oficiálním zastoupením Svatého stolce v Australském společenství se sídlem v Canbeře. Již v roce 1914 jmenoval papež Pius X. apoštolského delegáta, nunciatura byla zřízena v roce 1973 papežem Pavlem VI.. Současným nunciem v Austrálii je od roku 2022 Charles Daniel Balvo.

## Seznam papežských reprezentantů v Austrálii

### Apoštolští delegáti
- Bonaventura Cerretti (1914 - 1917)
- Bartolomeo Cattaneo (1917 - 1933)
- Filippo Bernardini (1933 - 1935)
- Giovanni Panico (1935 - 1948)
- Paolo Marella (1948 - 1953)
- Romolo Carboni (1953 - 1959)
- Maximilien de Fürstenberg (1959 - 1962)
- Domenico Enrici (1962 - 1969)
- Gino Paro (1969 - 1973)

## Apoštolští pro-nunciové
- Gino Paro (1973 - 1978)
- Luigi Barbarito (1978 - 1986)
- Franco Brambilla (1986 - 1998)

## Apoštolští nunciové
- Francesco Canalini (1998 - 2004)
- Ambrose Battista De Paoli (2004 - 2007)
- Giuseppe Lazzarotto (2007 - 2012)
- Paul Richard Gallagher (2012 - 2014)
- Adolfo Tito Yllana (2015 - 2021)
- Charles Daniel Balvo (od 17. ledna 2022[1])